# Brigadoon: Marin & Melan
Brigadoon Marin to Melan (яп.  BRIGADOON まりんとメラン буригадо:н марин то эран, BRIGADOON: marin & μελαν) — научно-фантастическое аниме 2000—2001 годов, созданное на студии Sunrise. По мотивам аниме была создана одноимённая манга, публиковавшаяся в журнале Shonen Ace и позднее изданная Kadokawa Shoten в двух томах. Действие происходит в Японии в 1969 году. Девочка-сирота по имени Марин Асаги, живущая в приёмной семье, знакомиться с инопланетянином по имени Мелан Блу. Brigadoon был снят режиссёром Ёсимото Ёнэтани, а дизайн персонажей принадлежит Такахиро Кимуре — ранее они вместе работали над The King of Braves GaoGaiGar и Betterman.

## Сюжет
Марин Асаги — обычная школьница младших классов с любящей приемной семьей. Ее жизнь круто меняется, когда в небе появляется загадочное видение. На самом деле видение — это другой мир под названием Бригадун. Вскоре инопланетяне, называемые мономакиа, спускаются с небес и начинают охотиться за Марин, однако ее спасает другая мономакиа по имени Мелан Блю: летающий, владеющий мечом и метко стреляющий инопланетянин, который становится ее защитником.
Вместе Марин и Мелан должны спасти Землю, справиться с семейным кризисом, школьными проблемами и полицией. А также разобраться в прошлом Марин и таинственной миссии Мелан, и в итоге начать доверять друг другу.

## Персонажи
Марин Асаги (яп. 浅葱 まりん) — главная героиня сериала, тринадцатилетняя девочка, учащаяся в седьмом классе. В младенчестве её удочерили пожилые супруги Гэн и Мото Асаги. У нее дальнозоркость, поэтому она носит очки. В школе ее часто дразнят сверстники, но она старается не обращать на это внимания. В целом она счастливая, энергичная, трудолюбивая девочка с буйным воображением, зарабатывающая себе на жизнь доставкой газет. Ее жизнь меняется, когда в небе появляется Бригадун, а мономакии начинают охотиться на нее.
Сэйю: Мидори Кавана
Мелан Блю (яп. メラン・ブルー Мэран Буруу) — он был найден Марин в ампуле, которая находилась в храме Нэдзу рядом с ее домом. Родом из Бригадуна, он относится к мономакиям, известным как стрелки-мечники. По причинам, о которых он не может рассказать Марин, берет на себя миссию по её защите. Он очень высокий и имеет гуманоидный вид, носит синие доспехи и летает благодаря механическим крыльям. В бою использует меч и лазерную пушку. В качестве топлива он использует рис и может съесть до пятидесяти мисок за один присест. Мелан — отличный телохранитель, но он плохо понимает людей, однако, это меняется по мере того, как он сближается с Марин.
Сэйю: Хотю Оцука
Лоло (яп. ロロ Роро) — зеленое, похожее на кошку существо из Бригадуна, которое помогает Марин и Мелан в их приключениях. Он появляется на Земле незадолго до того, как Бригадун становится виден в небе, и показывает Марин, где находится ампула с Мелан. Поначалу он выглядит лишь как эксцентричный советчиком и даже подсказывает ей, где спрятаны ампулы других полезных мономакий. Позже выясняется, что на самом деле он — председатель Комитета по улучшению жизни Центрального собрания Бригадуна.
Сэйю: Маюми Синтани
Моэ Кисараги (яп. 如月 萌) — одноклассница и лучшая подруга Марин. У нее слабое здоровье, она заметно бледна, очень застенчива и тиха. Она из богатой семьи, и ее матери не нравится, что она общается с не такой обеспеченной Марин. Несмотря на это, Моэ остается самым верным другом Марин и делает все возможное, чтобы помочь ей.
Сэйю: Аяка Сайто
Макота Ало (яп. 亜呂 真) — загадочный юноша, который, кажется, много знает о мономакиях и Бригадуне. Симпатичный и вежливый, он обычно что-то ест, когда появляется. Когда Марин впервые встречает его, она предполагает, что он — наблюдатель из будущего, и его реакция наводит на мысль, что это может быть правдой. Он часто появляется там, где вот-вот атакуют мономакии, и, похоже, знает намного больше, чем говорит.
Сэйю: Хикару Мидорикава